# Aplysilla sulfurea
Aplysilla sulfurea is een sponssoort in de taxonomische indeling van de gewone sponzen (Demospongiae). De spons behoort tot het geslacht Aplysilla en behoort tot de familie Darwinellidae. De wetenschappelijke naam van de soort werd in 1878 voor het eerst geldig gepubliceerd door Schulze.

## Beschrijving
A. sulfurea vormt 3-6 mm dikke korsten met kleine, puntige "stekels". Het heeft één of slechts enkele osculum-openingen, 1-3 mm in diameter. De oorsprong van zijn naam is duidelijk de felgele kleur, hoewel hij ook in lichtere tinten geel voorkomt. De spons is zacht en samendrukbaar. Structureel lijkt de spons erg op A. rosea, maar de twee kleurvarianten worden als verschillende soorten beschouwd.

## Verspreiding
Het is goed bekend in de meeste delen van de Atlantische Oceaan, inclusief de gehele kust van Noorwegen.

## Leefgebied
Deze spons wordt geregistreerd van op alle diepten van onder de getijdenzone tot 320 meter. Het wordt meestal gevonden op rotsachtige ondergrond, op locaties met weinig natuurlijk licht.